# (26811) Hiesinger
(26811) Hiesinger est un astéroïde de la ceinture principale.

## Description
(26811) Hiesinger est un astéroïde de la ceinture principale. Il fut découvert le 22 août 1985 à la station Anderson Mesa par Edward L. G. Bowell. Il présente une orbite caractérisée par un demi-grand axe de 2,19 UA, une excentricité de 0,18 et une inclinaison de 3,1° par rapport à l'écliptique.

## Compléments